# Travnik Buttress
Travnik Buttress (englisch; bulgarisch рид Травник rid Trawnik) ist ein wuchtiges und bis zu 1600 m hohes Massiv in den südöstlichen Ausläufern des Forbidden Plateau an der Oskar-II.-Küste des Grahamlands auf der Antarktischen Halbinsel. Es ragt 4,5 km westnordwestlich des Mount Bistre, 16,95 km westnordwestlich des Pirne Peak und 7,85 km nordwestlich des Wischna-Passes auf zwischen den oberen Abschnitten des Green- und dem Evans-Gletscher auf. Markant sind seine teilweise unvereisten Nordwest-, Nordost- und Südosthänge.
Britische Wissenschaftler kartierten ihn 1976. Die bulgarische Kommission für Antarktische Geographische Namen benannte ihn 2013 nach der Ortschaft Trawnik im Nordosten Bulgariens.